# Exorista minax
Exorista minax là một loài ruồi trong họ Tachinidae.